# Déportivo
Déportivo ist eine französische Rockband aus Paris, die im Jahr 2003 gegründet wurde.

## Geschichte

### Anfänge
Herzstück der Band sind Sänger Jérôme Coudanne, Bassist Richard Magnac und Schlagzeuger Julien Bonnet, die sich bereits im Alter von sieben Jahren in ihrer Heimatstadt Bois-d’Arcy in der lokalen Grundschule kennenlernten. Während Jérôme und Richard im Schuljahr 1989–90 etwa 13 Jahre alt waren, war Julien ein oder zwei Klassen unter ihnen. Der Bandname entstand in Anlehnung an die Namen spanischer Fußballblubs.
Im Sommer 2003 hatte die Gruppe die Gelegenheit im „House Of Live“ in der Nähe der Champs-Élysée zu spielen, das von Vertretern aller wichtigen großen Plattenfirmen hochfrequentiert war. Auf dieses Konzert hin regnete es Angebote. Letztendlich entschied sich die Gruppe für Barclay und Yapucca.

### 2004
Nach ihren ersten Erfolgen auf der Bühne brachte die Band im Herbst 2004 ihre erste EP La Salade heraus. Ihr erstes Album Parmi Eux erschien im Mai 2004. Anschließend wurden sie Vorgruppe der Wampas und spielten 140 Konzerte innerhalb kürzester Zeit. Auch ihre eigene Tournée war ausverkauft. Als Vorband der bekannten französischen Gruppe Louise Attaque spielten sie in den angesehensten Läden des Landes, wie im Zénith (Paris) und im Grand Rex. Parmi Eux verkaufte sich 60.000 Mal.

### 2007
Ihr zweites Album Déportivo wurde von Gordon Raphaël (Produzent der Strokes) und Yann Madec produziert. Das vierte Stück auf der Platte, Les Bières aujourd'hui s'ouvrent manuellement, ist ein Cover des gleichnamigen Stückes von Christophe Miossec. Arnaud Samuel von Louise Attaque spielt hier die Geige. Ihre Tournée war wieder ausverkauft. Im Sommer 2008 hatten sie Gelegenheit, vor 20.000 Menschen zu spielen. Das Album stieg in den französischen Charts direkt in den Top 30 ein. Hierzu gibt es die Live-DVD zum freien Download.

### 2011
Das dritte Album Ivres & Débutants wurde von Gaëtan Roussel produziert. Über 70 Konzerte schlossen sich an. Philippe Almosnino von den Wampas, Vincent David von Garbo und Cédric le Roux verstärken die Gruppe bei ihren Auftritten. Auch hier gibt es die Live-DVD zum freien Download.

### 2013
Das vierte Album namens Domino erschien am 14. Oktober 2013. Dies ist das erste Album, das die Gruppe vollkommen unabhängig produziert hat. Sie gründeten ihr eigenes Label Titanic Records. Der Name des Labels spielt auf die Musiker auf der Titanic an, die bis zur letzten Minute des Untergangs gespielt haben.

## Stil
Die Texte der Gruppe sind bruchstückhaft und spielen mit den Assoziationen der Zuhörer. Andeutungen und Unterbrechungen lassen die Gelegenheit zu verschiedenartigen Interpretationen. Ausflüge ins Englische setzen charmante Indierock-Akzente.
Musikalisch verarbeitet die Gruppe Einflüsse von Louise Attaque, The Clash, The Velvet Underground, Manu Chao, Mano Negra, Miossec, Sloy, Les Thugs, Pixies, Jeff Buckley, Nirvana, The Doors und Noir Désir.

## Diskografie

### Alben
| Jahr | Titel              | Höchstplatzierung, Gesamtwochen, AuszeichnungChartsChartplatzierungen (Jahr, Titel, Platzierungen, Wochen, Auszeichnungen, Anmerkungen) | Anmerkungen |
| Jahr | Titel              | FR | Anmerkungen |
| ---- | ------------------ | --- | ----------- |
| 2004 | Parmi eux          | FR90 (19 Wo.)FR |             |
| 2007 | Déportivo          | FR29 (6 Wo.)FR |             |
| 2011 | Ivres et débutants | FR57 (4 Wo.)FR |             |
| 2013 | Domino             | FR54 (3 Wo.)FR |             |

### EPs
- 2003: La Salade